# Copa Chile de Básquetbol 2018
La Copa Chile de Básquetbol 2018 fue la novena edición de la copa chilena, la cual enfrentó a los equipos que ocuparon los primeros y segundos lugares de cada conferencia tras la fase zonal de la Liga Nacional de Básquetbol 2018-19. Estos se enfrentaron en una liguilla de todos contra todos a partido único. El ganador del certamen se enfrentará al subcampeón nacional de la Liga Nacional de Básquetbol 2018-19 por un cupo para disputar la Liga Sudamericana de Clubes 2019.

## Equipos participantes
Los participantes fueron AB Temuco y CD Colegio Los Leones, por parte de la conferencia centro, mientras que por parte de la conferencia sur fueron CD Castro y CD Las Ánimas.
| Clubes                | Clasificación (tras fase zonal) |
| --------------------- | ------------------------------- |
| AB Temuco             | 1° Lugar Conferencia Centro     |
| CD Colegio Los Leones | 2° Lugar Conferencia Centro     |
| CD Las Ánimas         | 1° Lugar Conferencia Sur        |
| CD Castro             | 2° Lugar Conferencia Sur        |

## Resultados
| Fecha | Día   | Local         | Resultado | Visitante             |
| ----- | ----- | ------------- | --------- | --------------------- |
| 1     | 9/11  | CD Castro     | 87-82     | CD Colegio Los Leones |
| 1     | 9/11  | CD Las Ánimas | 73-76     | AB Temuco             |
| 2     | 10/11 | AB Temuco     | 82-89     | CD Colegio Los Leones |
| 2     | 10/11 | CD Las Ánimas | 88-60     | CD Castro             |
| 3     | 11/11 | AB Temuco     | 82-87     | CD Castro             |
| 3     | 11/11 | CD Las Ánimas | 88-52     | CD Colegio Los Leones |

## Clasificación
|    | Equipos               | PTS | PJ | PG | PP | PF  | PC  | DIF |
| -- | --------------------- | --- | -- | -- | -- | --- | --- | --- |
| 1. | CD Las Ánimas         | 5   | 3  | 2  | 1  | 249 | 188 | +61 |
| 2. | CD Castro             | 5   | 3  | 2  | 1  | 234 | 252 | -18 |
| 3. | CD Colegio Los Leones | 4   | 3  | 1  | 2  | 223 | 257 | -34 |
| 4. | AB Temuco             | 4   | 3  | 1  | 2  | 240 | 249 | -9  |

     Campeón. Va a disputar un cupo para la Liga Sudamericana de Clubes 2019 contra el subcampeón Nacional de la Liga Nacional de Básquetbol 2018-19

## Campeón
CD Las Ánimas
Primer título